# Pam Kilborn
Pamela Kilborn-Ryan (Melbourne, 12 agosto 1939) è un'ex ostacolista, velocista e lunghista australiana, che vinse l'argento negli 80 metri ostacoli alle Olimpiadi di Città del Messico 1968.

## Biografia
Inizia la sua carriera atletica a Melbourne a fine anni cinquanta, gareggiando per la University High School sotto la guida di Henri Schubert con la sua amica Judy Amoore.
Nel 1960 tentò la qualificazione olimpica, ma fu solo terza ai campionati nazionali, che ammettevano ai Giochi solo le prime due. L'anno successivo però le sue prestazioni migliorarono nettamente, tanto che a fine stagione risultava 4ª nel ranking mondiale degli 80hs e 10ª in quello del salto in lungo.
Ai Giochi del Commonwealth 1962 a Perth, la Kilborn divenne una delle star, sorprendendo Betty Moore nella corsa ad ostacoli e vincendo l'oro nel salto in lungo davanti ad Helen Frith e Janet Knee.
Due anni dopo alle Olimpiadi di Tokyo vinse la medaglia di bronzo negli 80 hs dietro a Karin Balzer e Teresa Ciepły, dopo aver eguagliato il record olimpico in semifinale.
Poco dopo i Giochi, il 5 ottobre 1964, eguagliò il record del mondo degli 80 hs in 10,5 a Tokyo. Il 6 febbraio 1965 a Melbourne lo migliorò con 10,4.
Ai Giochi del Commonwealth 1966 a Kingston vinse l'oro negli 80 hs e nella staffetta 4x110 yards.
Nel 1967 superò il record ufficioso di Christine Perera nei 100 hs: da 13,7 secondi migliorò poi questa misura fino ad arrivare a 13,3 secondi nel 1969.
Essendo imbattuta sin dal 1964, Pam Kilborn si presentava ai Giochi del 1968 come grande favorita, ma era condizionata da problemi alla spalla. Questo infortunio e l'effetto pioggia favorirono la vittoria a sorpresa di Maureen Caird e la Kilborn dovette accontentarsi dell'argento.
Ai Giochi del Commonwealth 1970 fu ancora oro negli ostacoli, sulla nuova distanza dei 100 metri, terzo successo consecutivo, record della manifestazione. Alla cerimonia di apertura intanto era divenuta la prima donna portabandiera dell'Australia ai Giochi dell'Impero britannico.
Dopo un momentaneo ritiro tornò alle gare nel 1972 per i Giochi di Monaco; stabilì il record mondiale di 12,5 (12,93 elettronico) poco prima delle Olimpiadi, ma in questa competizione giunse solo quarta.
Fra il 1962 e il 1972 Pam Kilborn ha vinto 17 titoli nazionali australiani.

## Statistiche

### Record nazionali
- P.Kilborn nella sua carriera ha stabilito record nazionali in sette discipline: 80 hs, 100 hs, 200 hs, salto in lungo, pentathlon, 4 x 200 m e 4 x 220 yards.

### Record mondiali
- Negli 80 hs ha realizzato due record del mondo nel 1964 e 1965;
- uno nei 100 hs a Varsavia il 28 giugno 1972;
- nei 200 m hs (curva) Kilborn-Ryan ne ha stabiliti quattro fra il 1969 ed il 1971, con un personale di 25,7;
- Con le staffette ha fermato il cronometro su un record del mondo per la 4 x 220 yards di 1:35.8 a Brisbane il 9 novembre 1969, con Raelene Boyle, Jenny Lamy e Marion Hoffman.

### Primati personali
| Evento   | Tempo | Vento | Luogo                      | Data              |
| -------- | ----- | ----- | -------------------------- | ----------------- |
| 100 m    | 11,50 | +0,6  | Città del Messico, Messico | 14 ottobre 1968   |
| 80 m hs  | 10,4  | -     | Melbourne, Australia       | 6 febbraio, 1965  |
| 100 m hs | 12,5  | +0,9  | Varsavia, Polonia          | 28 giugno 1972    |
| 200 m hs | 25,7  | -     | Melbourne, Australia       | 25 novembre, 1971 |

### Ranking mondiale
| Anno | Evento         | Ranking |
| ---- | -------------- | ------- |
| 1961 | 80 m hs        | 4       |
|      | Salto in lungo | 10      |
| 1962 | 80 m hs        | 2       |
|      | Salto in lungo | 9       |
| 1963 | 80 m hs        | 1       |
| 1964 | 80 m hs        | 3       |
| 1965 | 80 m hs        | 1       |
| 1966 | 80 m hs        | 1       |
| 1967 | 80 m hs        | 1       |
| 1968 | 80 m hs        | 2       |
| 1969 | 80 m hs        | 2       |
| 1970 | 100 m hs       | 4       |
| 1972 | 100 m hs       | 4       |

### Risultati ai campionati australiani
Prima del 1963 si disputavano ogni due anni.
| Anno | 100 yds/metri | 80 m hs | 100 m hs | 200 m hs | Salto in lungo | Pentathlon |
| ---- | ------------- | ------- | -------- | -------- | -------------- | ---------- |
| 1960 | -             | 3       | -        | -        | -              | -          |
| 1962 | DNQ           | 5       | -        | -        | 1              | -          |
| 1963 | 6             | 1       | -        | -        | 1              | 1          |
| 1964 | 6             | 1       | -        | -        | 1              | -          |
| 1965 | 2             | 1       | -        | -        | 3              | -          |
| 1966 | 6             | 1       | -        | -        | 2              | -          |
| 1967 | 4             | 1       | -        | -        | 1              | 1          |
| 1968 | 2             | 1       | 1        | -        | 2              | 1          |
| 1969 | 4             | 1       | 1        | -        | 2              | -          |
| 1970 | 5             | -       | 2        | 2        | -              | -          |
| 1971 | -             | -       | -        | -        | -              | -          |
| 1972 | 5             | 2       | 1        | -        | -              | -          |